# Donne-moi tes yeux
Pour plus de détails, voir Fiche technique et Distribution.
Donne-moi tes yeux est un film français réalisé par Sacha Guitry, sorti en 1943.

## Synopsis
Sculpteur de renom âgé d'une cinquantaine d'années, François Bressolles s'éprend de la jeune Catherine Collet qu'il convainc, sans difficulté, de poser pour lui. Tous deux échafaudent rapidement des projets de vie commune, mais François devient du jour au lendemain cassant et distant vis-à-vis de la jeune femme - avant de s'afficher ostensiblement dans des lieux publics avec une artiste de cabaret (Mona Goya). Catherine finit par comprendre la vérité : sachant qu'il perd la vue jour après jour, François a tout fait pour l'éloigner d'elle. Catherine revient pourtant, au moment précis où son compagnon devient tout à fait aveugle. Désormais, elle verra pour eux deux.

## Fiche technique
- Titre : Donne-moi tes yeux
- Réalisation : Sacha Guitry
- Assistant réalisateur : René Delacroix
- Scénario : Sacha Guitry
- Photographe : Fédote Bourgasoff
- Montage : Alice Dumas
- Musique : Paul Durand, Henri Verdun
- Décors : Henri Ménessier, Roland Quignon
- Son : René Lécuyer
- Sociétés de production : Compagnie Cinématographique Méditerranéenne de Production (CIMEP), Les Moulins d'Or et  Union Française de Production Cinématographique (U.F.P.C.)
- Pays de production :  France
- Format : Noir et blanc — 35 mm — 1,37:1 — Son : Mono
- Genre : Film dramatique
- Durée : 101 minutes (1 h 41)
- Dates de sortie : 
  - France : 24 novembre 1943
- Affiche : Pierre Segogne (France)

## Distribution
- Sacha Guitry : François Bressolles
- Geneviève Guitry : Catherine Collet
- Marguerite Moreno : la grand-mère de Catherine
- Marguerite Pierry : Mlle Thomassin, la rééducatrice
- Jeanne Fusier-Gir : Clotilde, la bonne
- Aimé Clariond : Jean Laurent, l'ami
- Frédéric Duvallès : le monsieur en noir
- Mila Parély : Floriane, le modèle
- Mona Goya : Gilda, la chanteuse
- Mariemma : la danseuse
- Maurice Carrère : lui-même
- Alfred Pasquali : le peintre
- Léon Walther : le docteur Barral
- Maurice Teynac : l'imitateur
- Solange Varenne : le modèle
- Claude Martial : la présentatrice
- Hélène Dartigue : l'infirmière
- Marie-Jacqueline Chantal : une dîneuse
- René Fauchois : l'ami de François
- Georges Marny : l'ami du peintre
- Georges Lemaire : le gardien du Palais de Tokyo
- Richard Francœur : le visiteur
- Henri Chauvet : le passant
- Raymond Narlay : le maître d'hôtel
- Jean-Louis Allibert : un visiteur
- Jacques Butin : un employé
- Eugène Compain : un employé
- Jacques Beauvais : un dîneur
- Henri Niel : un autre dîneur
- Roger Vincent : un troisième dîneur
- Guy Arnoux
- Paul Belmondo
- Maurice Brianchon
- André Derain
- André Dignimont
- Raoul Dufy
- André Dunoyer de Segonzac
- Othon Friesz
- André Lhote
- Louis Touchagues
- Maurice Utrillo
- Kees van Dongen
- Henry de Waroquier
- Maurice de Vlaminck
- Hubert Yencesse